# Норт Сиракјус (Њујорк)
Норт Сиракјус (енгл. North Syracuse) град је у америчкој савезној држави Њујорк.

## Демографија
По попису из 2010. године број становника је 6.800, што је 62 (-0,9%) становника мање него 2000. године.
| Група             | 2000.         | 2010.         |
| Белци             | 6.475 (94,4%) | 6.281 (92,4%) |
| Афроамериканци    | 93 (1,4%)     | 154 (2,3%)    |
| Азијати           | 74 (1,1%)     | 49 (0,7%)     |
| Хиспаноамериканци | 68 (1,0%)     | 177 (2,6%)    |
| Укупно            | 6.862         | 6.800         |